# Angela Wiedl
Angela Wiedl (née le 16 mars 1967 à Munich) est une chanteuse allemande.

## Biographie
Angela Wiedl grandit dans une famille de musiciens. Ses parents Wilhelm et sa mère Irmengard sont des yodeleurs et son frère Willi (né le 10 mars 1964) est chanteur d'opéra,.
À douze ans, elle est sur scène avec l'Original Chiemgau Buam. Elle apprend le métier d'assistante fiscale. À partir de 1981, elle est chanteuse du Tegernseer Alpenquintett, avec laquelle elle sort sept albums.
En 1991, sort son premier album solo. L'année suivante, elle participe au Grand Prix der Volksmusik 1992 avec le titre Doch des Herzklopfen, des verdank i dir et atteint la 12e place. Cela la fait connaître à l'échelle nationale. Au Grand Prix der Volksmusik 1995, elle interprète Wo sind die Zigeuner geblieben et prend la 10e place. En 1998, avec Wer die Heimat liebt, elle est 14e. Avec Dalila Cernatescu, elle participe au concours de sélection de l'Allemagne au Concours Eurovision de la chanson 1996 avec la chanson Echoes, composée par Ralph Siegel, qui est troisième. Elle est plusieurs fois récompensée au Superhitparade der Volksmusik.
Angela Wiedl était mariée à Walter Schmidt jusqu'en 2007 et avait une fille (née le 27 mars 2000, morte le 13 juin 2005) qui souffrait d'une encéphalomyélite aiguë disséminée depuis l'âge de trois ans. Elle meurt d'une embolie cérébrale. Le 18 septembre 2011, elle épouse Uwe Erhardt (membre du groupe Die Schäfer). Leur fille naît le 22 juin 2012.

## Discographie

### Singles
- Schenk mir Blumen jeden Tag (1990)
- La storia della montagna (1991)
- Santa Maria della Montagna (1991)
- Monte Bianco (1991)
- Doch des Herzklopfen … des verdank i dir (1992)
- Mama Theresa (1992)
- Wenn der Berg dich ruft (1992)
- Sonntag (1993)
- So a Tag (1993)
- Wir sind hier zu Hause (1994)
- Servus Mama (1994)
- Wo sind die Zigeuner geblieben (1995)
- Das Lied vom Regenwald (1995)
- Aber heiraten däd i nur di (1995)
- Echoes (1996)
- Erhalte was Gott uns geschenkt (1996)
- Nur irgendwohin (1996)
- Wie viel Sterne hat die Nacht (1997)
- Gott ist überall (1997)
- Weißt du eigentlich wie lieb ich dich hab (1998)
- Leo (1998)
- Aber du hast mi lieb (1998)
- Mamma Erde (1998)
- Ein Lied für die Leute (Remix’99) (1999)
- Du bist da (Angelina) (2000)
- Was weiß ein Mann schon von einer Frau (2001)
- Du bist Frieden (2001)
- Ich leb nach Gefühl (2002)
- Wenn du kommst (2002)
- Ballerina (2003)
- Das Herz einer Mutter (2004)
- Der Engel an deiner Seite (2008)
- Meine kleine Freiheit (2008)
- A bisserl Herzklopfen (2010)
- Der liebe Gott der macht das schon (2010)
- Weihnachten ist das Fest der Liebe (2011)
- Manchmal möcht' ich gern ein Vogel sein (Flieg mit mir) (2013)

### Albums

#### Alben avec le Tegernseer Alpenquintett
| Année | Titre                             |
| ----- | --------------------------------- |
| 1981  | 20 Jahre Tegernseer Alpenquintett |
| 1983  | Goldene Volksmusik für alle       |
| 1985  | Fang den Frohsinn ein             |
| 1985  | Heut gibt’s an Gaudi              |
| 1987  | Freu Dich am Leben                |
| 1989  | Bei uns in Oberbayern             |
| 1990  | Drum woll’n wir heute feiern      |
| 1991  | Schenk mir Blumen jeden Tag       |

### Albums solo
| Année | Titre                                      |
| ----- | ------------------------------------------ |
| 1991  | Santa Maria della Montagna                 |
| 1992  | Herzklopfen                                |
| 1993  | Fröhliche Weihnacht                        |
| 1994  | Servus Mama                                |
| 1995  | Vergelt’s Gott                             |
| 1996  | Manchmal hilft nur noch beten…             |
| 1997  | Von Hirten, Leutln & Krumperhax Martinsbua |
| 1998  | Lieder für die Leute                       |
| 1999  | Lieder für die Leute – Second Edition      |
| 2001  | Abschied von gestern                       |
| 2004  | Wenn’s der Herrgott so will                |
| 2006  | Ich glaube an Gott                         |
| 2006  | Salve Regina                               |
| 2007  | Ich glaube an Gott – Special Edition       |
| 2008  | Der Engel an deiner Seite                  |
| 2010  | A bisserl Herzklopfen                      |
| 2011  | Weihnachten ist das Fest der Liebe         |
| 2015  | So nimm denn meine Hände                   |

### Compilations
| Année | Titre                                          |
| ----- | ---------------------------------------------- |
| 1993  | Meine schönsten Lieder                         |
| 1997  | Meine allerschönsten Lieder                    |
| 1999  | So a Tag                                       |
| 1999  | The Best Of                                    |
| 2000  | Nur das Beste                                  |
| 2000  | Weihnachten mit der Familie                    |
| 2006  | Ich denk an dich [3 CD-Box]                    |
| 2007  | Die großen Erfolge [4 CD-Box]                  |
| 2008  | Herzlich Willkommen - Best Of                  |
| 2013  | Sinfonie der Berge - Edelsteine der Volksmusik |
| 2017  | Mein Leben, meine Lieder - Das Beste           |
| 2017  | Santa Maria della Montagna [3 CD-Box]          |

## Source de la traduction
- (de) Cet article est partiellement ou en totalité issu de l’article de Wikipédia en allemand intitulé « Angela Wiedl » (voir la liste des auteurs).

1. ↑  (de) Angela Wiedl, « Trauerrede beim Seelengottesdienst für Wilhelm Wiedl am 27. Januar 2017 », sur angela-wiedl.de, 2017 (consulté le 29 février 2020)
2. 1 2 3 4  (de) « Angela Wiedl », sur schlagerplanet.com (consulté le 29 février 2020)